# نيكولاي بروك مادسين
نيكولاي بروك مادسين (بالدنماركية: Nicolai Brock-Madsen)‏ (9 يناير 1993 الدنمارك - ) هو لاعب كرة قدم دانمركي، يلعب كمهاجم.

## وصلات خارجية
نيكولاي بروك مادسين على موقع الاتحاد الأوربي (الإنجليزية)
- نيكولاي بروك مادسين على موقع قاعدة بيانات كرة القدم.إي يو (الإنجليزية)
- نيكولاي بروك مادسين على موقع Soccerbase.com (لاعب) (الإنجليزية)
- نيكولاي بروك مادسين على موقع Soccerway.com (الإنجليزية)
- نيكولاي بروك مادسين على موقع عالم كرة القدم.نت (الإنجليزية)
- نيكولاي بروك مادسين على موقع أوليمبيديا (الإنجليزية)